# Eine für 4 – Unterwegs in Sachen Liebe
Eine für 4 – Unterwegs in Sachen Liebe ist eine US-amerikanische Abenteuerkomödie aus dem Jahr 2008 und eine Fortsetzung der Komödie Eine für 4 aus dem Jahr 2005. Regie führte Sanaa Hamri, das Drehbuch schrieb Elizabeth Chandler anhand des Romans Forever in Blue: The Fourth Summer of the Sisterhood von Ann Brashares.

## Handlung
Die Handlung spielt drei Jahre nach dem Ende des ersten Films. Lena, Carmen, Bridget und Tibby studieren an verschiedenen Universitäten. Carmen schlägt ein erneutes Treffen der Frauen im Sommer vor, was jedoch unmöglich scheint, weil sie andere Verpflichtungen haben. Bridget nimmt an einer archäologischen Forschungsreise in die Türkei teil. Vor ihrer Abreise findet sie eine Kiste mit Briefen ihrer Großmutter. Im Anschluss an ihre Reise beschließt sie ihre Großmutter zu besuchen. Lena besucht einen Sommerkurs ihrer Kunstschule und flirtet mit dem männlichen Model Leo, um Kostos zu vergessen, in den sie immer noch verliebt ist, kehrt am Ende aber wieder zu ihm zurück, nachdem sie erfahren hat, dass er doch nicht verheiratet ist. Tibby arbeitet in New York in einer Videothek und bekommt regelmäßigen Besuch von ihrem Freund, von dem sie sich aber trennt, als sie denkt, sie wäre schwanger. Carmen entscheidet sich um und nimmt mit einer Freundin an einem Sommertheater in Vermont teil. Durch Ian bekommt sie ungewollt eine Hauptrolle und zieht somit Julias Zorn auf sich. Diese erzählt Carmen, sie würde sich mit Ian treffen, da sie weiß, dass die beiden Gefühle füreinander hegen.

## Kritiken
John Anderson schrieb in der Zeitschrift Variety vom 1. August 2008, der Film biete „sehr wenig Sex und sehr wenig City“, er bediene jedoch ein jüngeres Publikum. America Ferrera biete die beste Darstellung des Films.
Michael Rechtshaffen schrieb in der Zeitschrift The Hollywood Reporter vom 31. Juli 2008, der Film biete viel vom „Funken“ und von der „Wärme“, die den ersten Film zu „angenehmer Überraschung“ gemacht hätten. Die Drehbuchautorin schaffe erneut einen Ausgleich zwischen ungezwungenem Filmdrama und „durchtriebenem Humor“.
Das Lexikon des internationalen Films urteilt, die Filmproduktion setzte sich „vom Gros an Teenager-Komödien angenehm“ durch „den differenzierten Blick, den sie auf die Probleme heranwachsender Mädchen wirft“ ab.

## Hintergründe
Der Film wurde in verschiedenen Orten in Connecticut, in New York, in Griechenland und auf dem Gelände der Yale University gedreht. Er startete in den Kinos der USA am 6. August 2008.